# Hrid (Balkun)
Hrid je hrid jugozapadno od zapadnog dijela Čiova, od kojeg je udaljena oko 2 km. Najbliži otok je Balkun, 200 m zapadno.
Površina hridi je 534 m2, a visina 2 metra.